# Larentalia
Larentalia, Larentinalia o Accalia era una fiesta romana dedicada a Acca Larentia, esposa de Fáustulo y nodriza de Rómulo y Remo que se celebraba el 23 de diciembre, último día de los Saturnales (Macrobio, Saturnalia, I, 10), en el Velabro, cerca de la Porta Romanula, un lugar donde según la tradición, fue enterrada Aca Larentia. El emperador Augusto ordenó que se celebrase dos veces al año.

## Orígenes de la fiesta
La palabra latina "Acca" es de origen desconocido, en idioma griego, el término akko significa "mujer ridícula", mientras que en sánscrito akka significa "madre". Por eso, Acca Larentia podría ser identificada con la Mater Larum o "Madre de los Lares, esto es, de Rómulo y Remo, que más tarde fueron celebrados como Lares de Roma. Eso explica por qué durante la fiesta de la Laurentalia, los sacrificios eran celebrados por el Flaminis Quirinalis, sacerdote de Quirino, y nombre con el que se veneraba a Rómulo. 
La identificación de Mater Larum explica por qué durante la Laurentalia, se ofrecían sacrificios a los Lares o espíritus benévolos de los antepasados, también de origen etrusco y cuya misión era proteger y bendecir a las familias y sus hogares frente a las amenazas externas. 
Una vez más, la figura de Aca Larentia es identificada con una deidad ctónica, guardiana del mundo de los muertos, Larenta o Larunda, como era conocida entre los sabinos. Larenta o "Dea Muta" era una divinidad femenina del subsuelo y el inframundo. Sin embargo, Aca Larentia expresaba ideal y conceptualmente la unidad territorial de Roma, frente a la segmentación y fragmentación que representaban los Lares.